# Théo Berry
Pour les articles homonymes, voir Berry (homonymie).
Théo Berry, né le 21 septembre 1997 à Compiègne, est un nageur français.
Il est sacré champion de France du 200 mètres quatre nages en 2017.